# سراب شوکلا
سُراب شوکلا (انگلیسی: Saurabh Shukla؛ زادهٔ ۵ مارس ۱۹۶۳) بازیگر، کارگردان فیلم و فیلم‌نامه‌نویس اهل هند است.

## فیلم‌شناسی
فهرست برخی از فیلم‌هایی که سراب شوکلا در آنها به ایفای نقش پرداخته‌است:
- محبت‌ها
- لگد
- برفی!
- جاگا جاسوس
- شیوای
- جولی ال‌ال‌بی ۲
- ادامه بده مونا
- نبرد
- قهرمان واقعی
- پی‌کی
- زخم
- آرجون پاندیت
- ریتم
- این بمبئی است عشق من
- نایاک
- یورش
- تبعیض
- مدرسه
- ولگرد
- یقین
- ملکه راهزنان
- بیگانه
- حقیقت
- محله آسی
- بمبئی اکسپرس
- قریب
- زندگی این سال
- عامل زویا
- عروسی دوستم است
- هری پوتار
- چینتو جی
- تحویل در منزل
- پرش
- هزار آرزو مثل این
- دیوونه بازی
- بزن قدش
- اینجا خانه شماست
- جوانی وکیل مدافع
- داسویدانیا
- لاهور
- شمشیرا
- به دل نگیر دوست من!!
- شورش گاوهای نر
- بابلی بانسر
- بنده خدا
- یورش ۲